# Belgrado Challenger 2010
Il Belgrado Challenger 2010, noto anche come GEMAX Open per motivi di sponsorizzazione, è stato un torneo professionistico di tennis maschile giocato sul sintetico, che faceva parte dell'ATP Challenger Tour 2010. Si è giocato a Belgrado in Serbia dal 15 al 21 febbraio 2010.

## Partecipanti

### Teste di serie
| Nazionalità | Giocatore        | Ranking* | Testa di serie |
| ----------- | ---------------- | -------- | -------------- |
| Serbia      | Janko Tipsarević | 37       | 1              |
| Kazakistan  | Andrej Golubev   | 106      | 2              |
| Kazakistan  | Michail Kukuškin | 122      | 3              |
| Austria     | Stefan Koubek    | 125      | 4              |
| Germania    | Björn Phau       | 126      | 5              |
| Giamaica    | Dustin Brown     | 132      | 6              |
| Slovacchia  | Karol Beck       | 139      | 7              |
| India       | Somdev Devvarman | 141      | 8              |

- Ranking all'8 febbraio 2010.

### Altri partecipanti
Giocatori che hanno ricevuto una wild card:
- Nikola Ćaćić
- Filip Krajinović
- Dušan Lajović
- Janko Tipsarević

Giocatori passati dalle qualificazioni:
- Jan Minář
- Filip Prpic
- Martin Slanar
- Simon Stadler

Giocatori Special Exempt: 
- Gilles Müller

## Campioni

### Singolare
Karol Beck ha battuto in finale  Ilija Bozoljac con il punteggio di 7–5, 7–6(4)

### Doppio
Ilija Bozoljac /  Jamie Delgado hanno battuto in finale  Dustin Brown /  Martin Slanar con il punteggio di 6–3, 6–3